# Freiburská církevní provincie

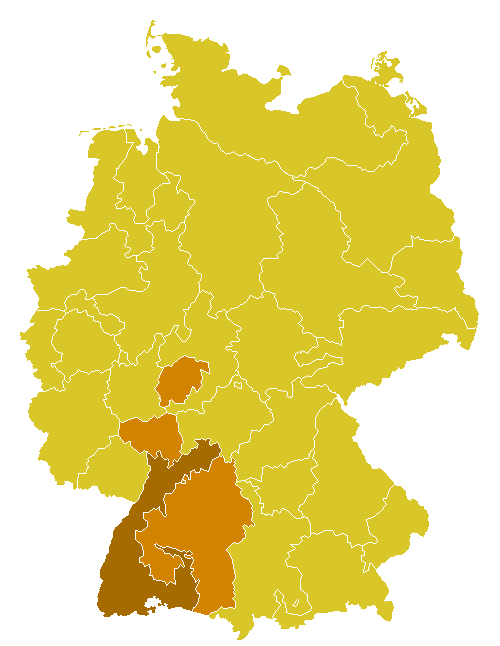
Freiburská církevní provincie na mapě Německa

Freiburská církevní provincie je církevní provincie římskokatolické církve v Německu. Byla založena roku 1821 a zahrnuje freiburskou arcidiecézi spolu s mohučskou a rottenbursko-stuttgartskou diecézí. Od roku 2014 je jejím metropolitou Stephan Burger.

## Členění
K freiburské církevní provincii patří:
- Arcidiecéze freiburská
  - Diecéze mohučská
  - Diecéze rottenbursko-stuttgartská

## Metropolité
- 1824-1836 Bernhard Boll
- 1836-1842 Ignatz Anton Demeter
- 1842-1868 Hermann von Vicari
- 1882-1886 Johann Baptist Orbin
- 1886-1896 Johannes Christian Roos
- 1898-1898 Georg Ignatz Komp
- 1898-1920 Thomas Nörber
- 1920-1931 Karl Fritz
- 1932-1948 Conrad Gröber
- 1948-1954 Wendelin Rauch
- 1954-1958 Eugen Viktor Paul Seiterich
- 1958-1977 Hermann Josef Schäufele
- 1978-2002 Oskar Saier
- 2003-2013 Robert Zollitsch
- 2014- Stephan Burger